# Tudósok
A Tudósok a magyar underground és progresszív zene egyik legpatinásabb, folyamatosan megújuló vezető képviselője, amely a jazz, a punk, a drum’n’bass, az avantgárd, a performance és a költészet legkülönbözőbb elemeiből merítve hoz létre egy különösen egyéni, jellegzetesen kelet-európai hangzást.
A nyolcvanas évek derekán Újvidéken alakult formáció fennállása során több száz koncertet adott régiónk mellett New York-tól Londonon, Párizson, Berlinen át Moszkváig és Szicíliáig kortárs zenei fesztiváltól avantgárd jazzklubon át civil tüntetésekig és kiállítás-megnyitókig. Lemezeiket Magyarországon, Angliában, Oroszországban és Szlovéniában adták ki.
A zenekar nevéhez kötődik az egy évtizeden át szervezett Nagy Fül Fesztivál, amely a legkülönbözőbb stílusú új zenék találkozójaként nemzetközi hírnevet szerzett magának.
Fennállásuk 25. évfordulóján, 2011-ben jelent meg a zenekar történetét bemutató Nem élhetek Milošević nélkül című kötet. Ugyancsak erre az évfordulóra készített a zenekarról egész estés dokumentumfilmet a Közgáz Vizuális Brigád (Czabán György, Győri Csilla és Kronauer Ádám) Kelet-európai zombi címmel, amely a Filmszemlén került bemutatásra.
Kelet-európai zombi

## Tagjai
Jelenlegi tagok:
- drMáriás – ének, trombita, szaxofon
- Gulyás Levente – gitár
- Endrei Dávid – basszusgitár
- Jeli Gergely – dob
- Lehel Olivér - billentyűs hangszerek
- Dezső Tóni – szaxofon
- Bada Tibor

## Diszkográfia
- Totál csehszlovákia! - GrundRecords, 2024
- Himnikus idők himnuszai - BananaRecords, 2023
- Akkor is nevetek - GrundRecords, 2019
- Nem! (Az Eszperantó Királyság Hivatalos Himnuszai) – Trottel Records, 2018
- Alzheimer Karaoke – Szerzői Kiadás, 2016
- Éljen A Szeretet Rádió! – Szerzői Kiadás, 2014
- Éljen a Petőfi Rádió! – Playground Records, 2014
- A legszebb szerelmes dalok – Playground Records, 2013
- Bocs, megölhetlek? – Playground Records, Alexandra, 2011
- Dávid Ibolya titkos élete – Playground Records, 2009
- Jedikém, gyere haza! – A38, 2008
- The Best of Disco by Tudósok – A38, 2006
- I Live Science – Bad Taste Records, 2005
- Mentés másként – K. Petrys Ház, 2003
- Szupergyár – Bahia, 2001
- Nice Plain – HMK, 1999
- Öntudomány – Bahia, 1998
- tisztAtiszt – Bahia, 1997
- Repülő tudomány – Bahia, 1995
- Ne aggyad az agyad! – Bahia (MK), 1993
- Atom-atom az a harcom! – Fekete Lyuk (MK), 1991